# Guaitecas
Guaitecas ist eine Kommune im Süden Chiles. Sie liegt in der Provinz Aysén in der Región de Aysén. Sie hat 1843 Einwohner und liegt ca. 230 Kilometer nordwestlich von Coyhaique, der Hauptstadt der Region.

## Geschichte
Ursprünglich wurde das Gebiet, auf dem sich heute die Gemeinde erstreckt, von chilenischen Ureinwohnern wie den Chonos bewohnt. 1612 fand eine erste Expedition der Spanier auf die Inselgruppe der Guaitecas statt. Mitte des 19. Jahrhunderts erlangte das Gebiet jedoch zunehmend wirtschaftliche Bedeutsamkeit aufgrund der dort wachsenden Chilenischen Flusszeder. So kamen zunächst Arbeiter von der Insel Chiloé, ehe im Jahr 1860 Melinka, der heutige Hauptort der Kommune, von Felipe Westhoff gegründet wurde. Westhoff spielte damals eine zentrale Rolle in der frühen Forstwirtschaft des Gebietes. Daneben spielte auch der Pelzhandel eine wichtige Rolle in der Anfangszeit der Besiedlung. Melinka war zunächst noch Teil der Kommune Quellón, die auf der Insel Chiloé liegt. 1979 wurde die Kommune Guaitecas offiziell gegründet, nachdem sie vier Jahre zuvor schon in die Región de Aysén übergegangen ist.

## Demografie und Geografie
Laut der Volkszählung aus dem Jahr 2017 leben in Guaitecas 1843 Einwohner, davon sind 1166 männlich und 677 weiblich. 92,5 % leben innerhalb geschlossener Ortschaften, der Rest im ländlichen Außenbereich. Die Gemeinde Guaitecas besteht aus mehreren Inseln, die Mehrheit ist unbewohnt. Hauptort der Kommune ist Melinka, daneben gibt es noch weitere Häuseransammlungen wie etwa Repollal. Die gesamte Kommune hat eine Fläche von 620,6 km² und ist komplett vom Pazifischen Ozean umgeben, unter anderem auch vom Golf von Corcovado und dem Moraleda-Kanal. Die nächstgelegenen anderen Kommunen sind im Südosten Cisnes und im Norden Quellón in der Región de los Lagos.
Die Kommune umfasst den Guaitecas-Archipel, der aus insgesamt über 40 Inseln besteht. Die größte ist Gran Guaiteca mit 206 km², gefolgt von Leucayec mit 132 km². Außerhalb von Melinka gibt es kaum Siedler. Die Inseln sind größtenteils felsig und bewaldet. Neben der Chilenischen Flusszeder wachsen dort unter anderem auch verschiedene Scheinbuchen sowie Cunoniaceae. Neben der weitreichenden Vegetation gibt es dort auch eine vielfältige Tierwelt, hauptsächlich Meerestiere. So leben in den Gewässern um Guaitecas unter anderem Blauwale, Buckelwale und Peale-Delfine, aber auch Mähnenrobben, Küstenotter und Südliche Flussotter.

## Wirtschaft und Politik
In Guaitecas gibt es 27 angemeldete Unternehmen, die hauptsächlich in der Fischerei, der Forstwirtschaft oder im Tourismus tätig sind. Heutzutage ist besonders die Lachszucht ein wichtiger Wirtschaftsfaktor. Der aktuelle Bürgermeister von Guaitecas ist Marcos Silva Miranda von der sozialdemokratischen PPD. Auf nationaler Ebene liegt Cisnes im 59. Wahlkreis, der die gesamte Región de Aysén umfasst.

## Infrastruktur und Tourismus
Guaitecas ist heutzutage auf zwei verschiedene Art und Weisen erreichbar. Zum einen existiert in Melinka ein Flugplatz, der regelmäßig von Puerto Montt aus angeflogen wird. Des Weiteren existieren Flüge aus Coyhaique und Quellón. Daneben kann man die Kommune auch per Boot erreichen, auch hier bestehen Verbindungen nach Quellón sowie nach Cisnes und Puerto Chacabuco. Auf der Insel gibt es auch Tourismus, besonders zur Walbeobachtung kommen des Öfteren Touristen. Im Sommer ist das Gebiet nördlich der Inselgruppe im Golf von Corcovado einer der beliebtesten Fütterungs- und Aufzuchtsorte für junge Blauwalkälber in der südlichen Hemisphäre.

## Fotogalerie

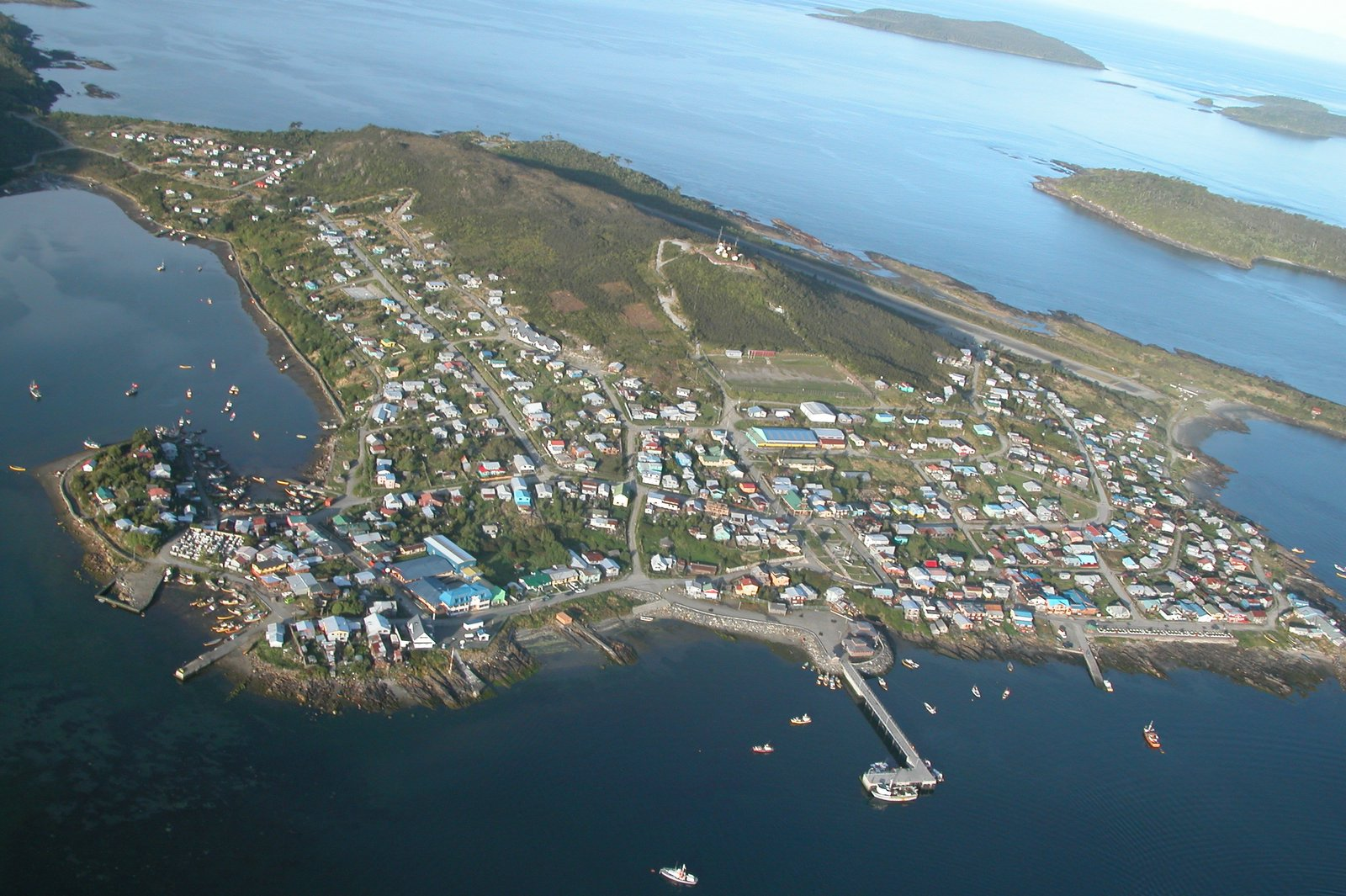
Blick auf Melinka aus der Luft
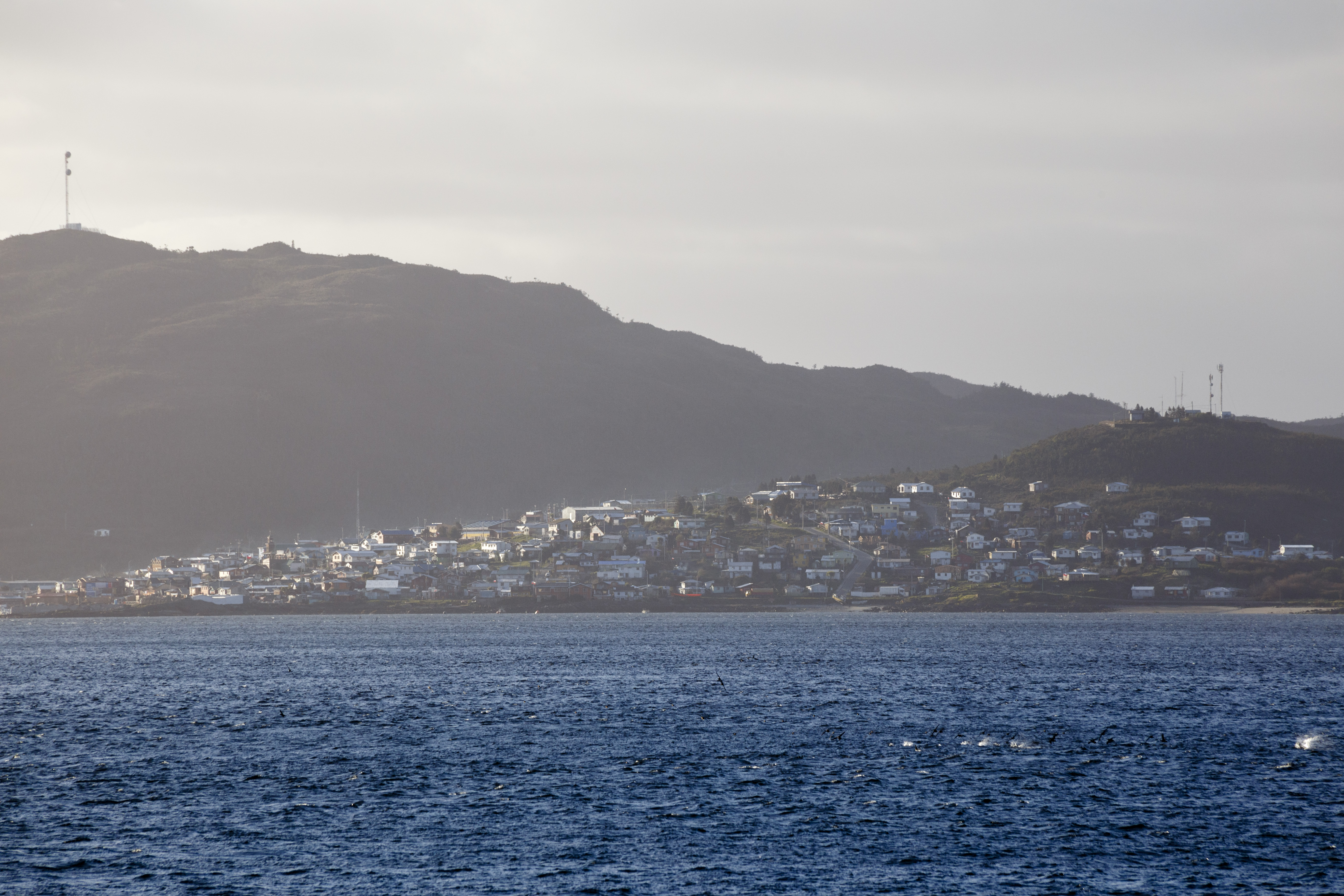
Blick auf Melinka vom Meer aus
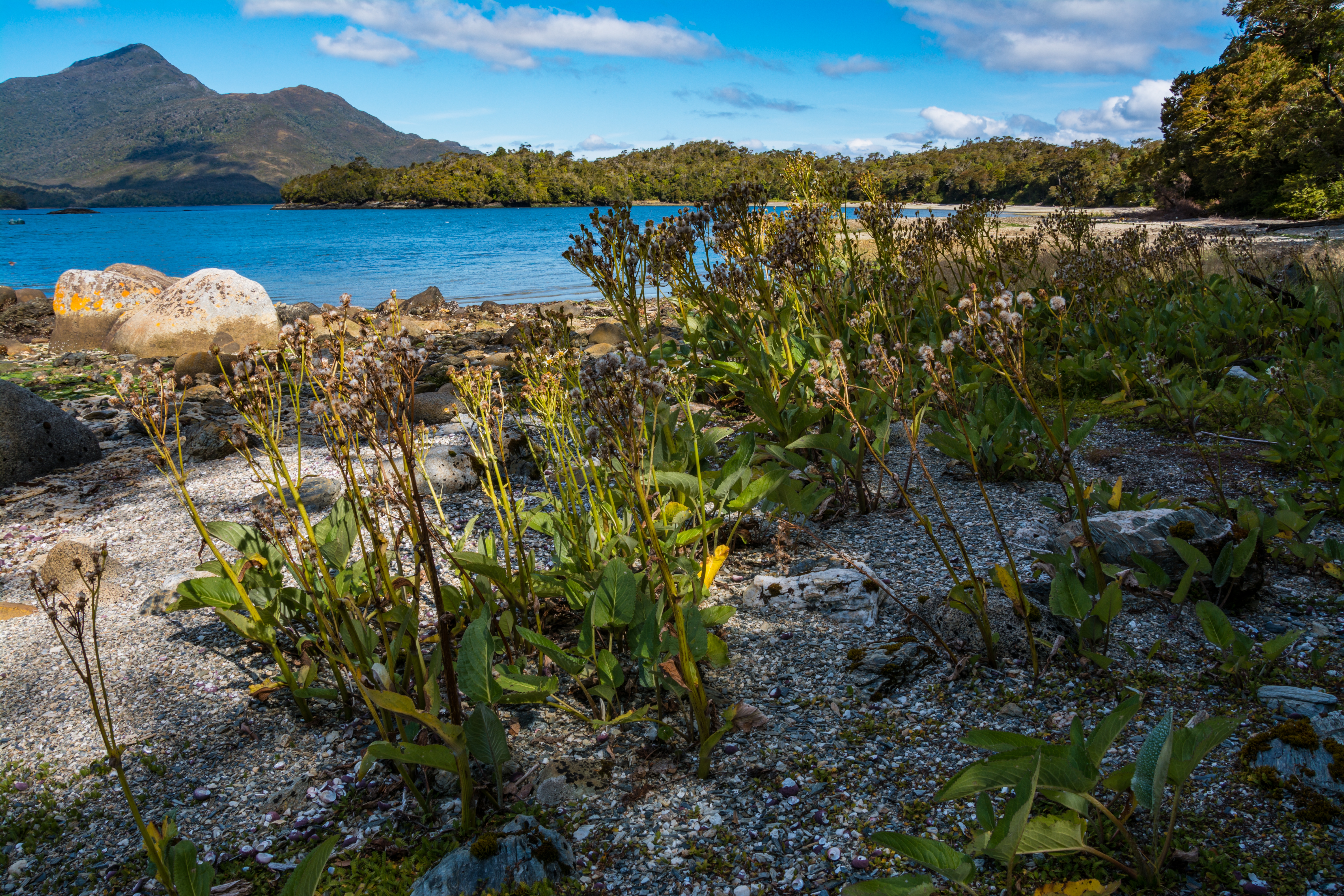
Kent Island
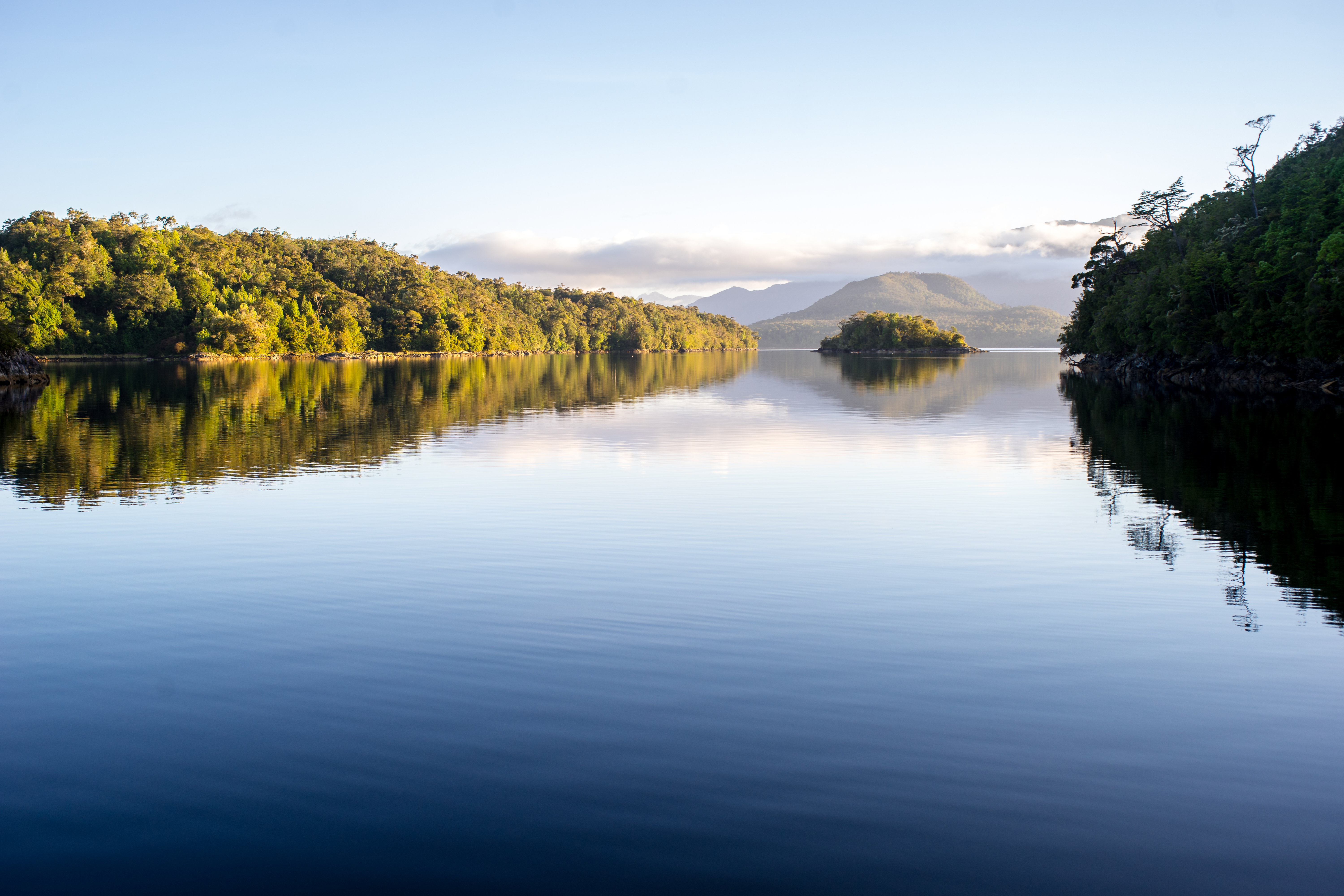
Der Guaitecas-Archipel
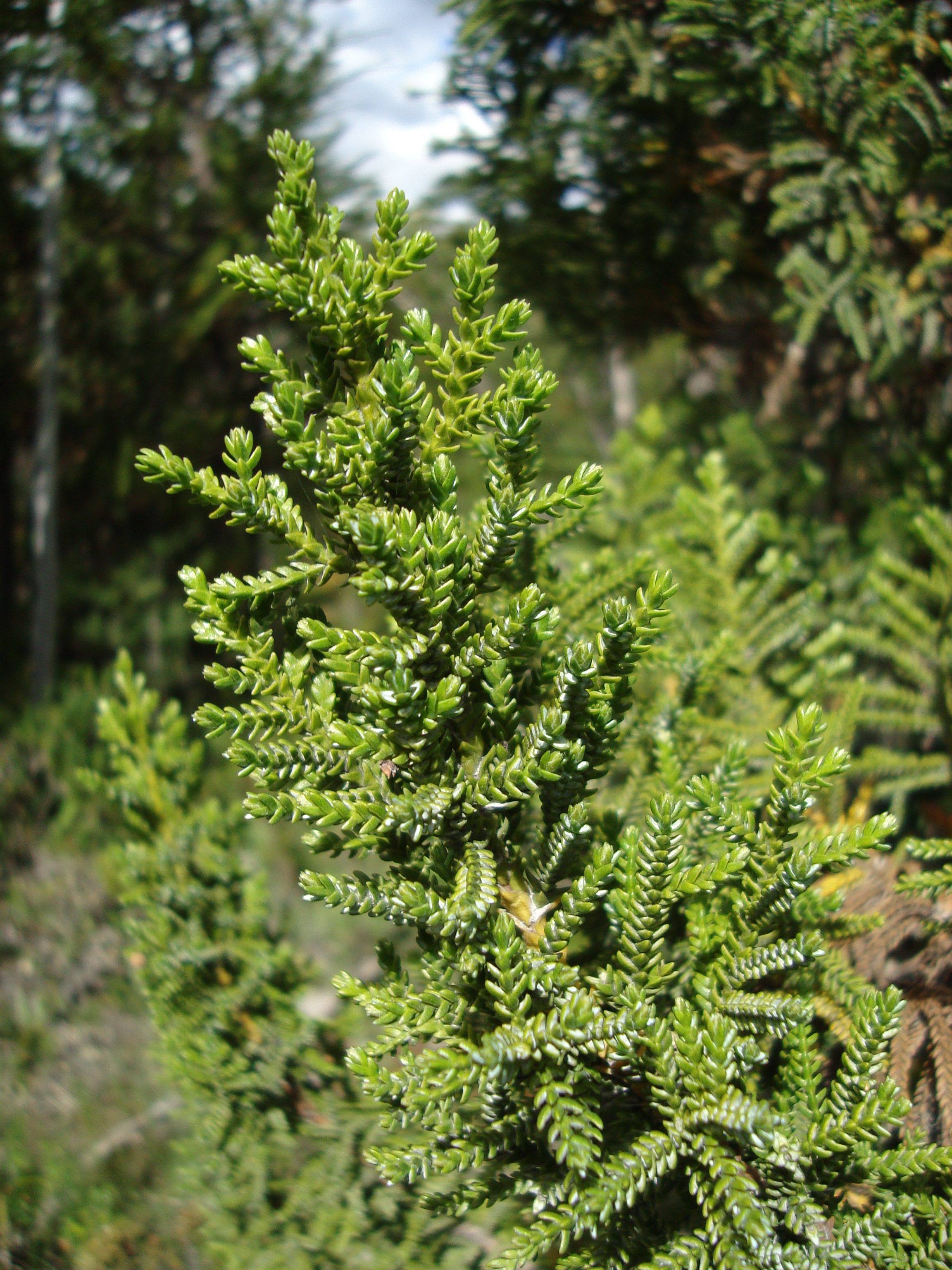
Die Chilenische Flusszeder